# Sousedovice
Sousedovice är en ort i Tjeckien.   Den ligger i regionen Södra Böhmen, i den sydvästra delen av landet, 100 km söder om huvudstaden Prag. Sousedovice ligger 440 meter över havet och antalet invånare är 210.
Terrängen runt Sousedovice är platt åt nordost, men åt sydväst är den kuperad. Runt Sousedovice är det ganska glesbefolkat, med 40 invånare per kvadratkilometer. Närmaste större samhälle är Strakonice, 4,1 km nordost om Sousedovice. Omgivningarna runt Sousedovice är en mosaik av jordbruksmark och naturlig växtlighet.